# Celango
Celango es una aldea que pertenece a la parroquia de Cangas de Onís en el concejo homónimo (Principado de Asturias). Se encuentra a 310 m s. n. m. y está situada a 2 km de la capital del concejo, la ciudad de Cangas de Onís. 

## Población
En 2020 contaba con una población de 17 habitantes (INE, 2020) repartidos en un total de 12 viviendas (SADEI, 2010).